# Hannah Montana
Hannah Montana este un serial de televiziune american, nominalizat la Premiile Emmy. Serialul a debutat în 24 martie 2006, la postul de televiziune Disney Channel. În România, primul episod a rulat pe data de 3 iulie 2007, pe TVR 1.
Serialul are ca personaj central o adolescentă numită Miley Stewart (interpretată de Miley Cyrus), care duce o viață dublă. În timpul zilei duce o viață normală de elev, dar noaptea devine cântăreața rock, Hannah Montana.
Sezonul al treilea al serialului și-a făcut premiera în România pe data de 19 septembrie 2009, după ce canalul Jetix s-a schimbat în Disney Channel.
Sezonul al patrulea al serialului și-a făcut apariția în România pe data de 18 septembrie 2010, pe canalul Disney Channel sub numele de Hannah Montana: Forever.

## Distribuția

### Personaje principale
- Miley Stewart/Hannah Montana - Miley Cyrus
- Lilly Truscott/Lola Luftnagle - Emily Osment
- Robby Ray Stewart - Billy Ray Cyrus
- Oliver Oken/Mike Standley III - Mitchel Musso
- Jackson Stewart - Jason Earles
- Rico - Moises Arias (sezonul 2+) (personaj secundar în sezonul 1)

### Personaje secundare
- Amber Adisson - Shanica Knoles
- Ashley Dewitt - Anna Maria Perez de Tagle
- Tracy Van Horn - Romi Dames
- Mătușa Dolly - Dolly Parton
- Bunica Ruthie - Vicky Lawrence
- Roxy "Puma" Rocker - Francess Callier
- Jake Ryan - Cody Linley
- Mikayla - Selena Gomez (sezoanele 2-3)
- Sarrah - Morgan York
- Cooper - Andre Kiney
- Domnul Corelli - Greg Baker
- Lisa Liposuctiei - Lisa Arch
- Teo Olivares - Max
- Andrew Caldwell - Thor
- Michael Kagan - Colin Lasitter
- Tammin Sursok - Siena, iubita lui Jackson

## Filme
Hannah Montana & Miley Cyrus: Best of Both Worlds Concert este un film în care este prezentat un concert de la Walt Disney Pictures, prezentat de Disney Digital 3-D. Ediția limitată a vrut să fie lansată pentru o săptămână, 1-7 februarie 2008 în SUA și Canada, urmând să fie lansată și în alte țări mai târziu, dar a fost extinsă doar dacă cinema-urile vor. Disney a anunțat că spectacolul a fost filmat în câteva orașe pentru a fi lansat în SUA în februarie și internațional tot în aceași lună. Filmul poate fi văzut cu ochelari 3-D.
În weekend-ul de început, 1-3 februarie 2008, filmul a adunat 29 milioane de dolari. A fost filmul numărul unu din acel weekend. Deschis doar în 638 de cinema-uri, a stabilit un record de 42,000 de dolari pe teatru. A doborât un record pentru cel mai vândut film 3-D pentru acel weekend.

### Hannah Montana: Filmul
Hannah Montana: Filmul este o ecranizare după serialul american Hannah Montana. Filmările au început în aprilie 2008, locurile fiind majoritatea filmate în Columbia, Tennessee și Los Angeles, California si au fost terminate in Iulie 2008.. Filmul a fost terminat în iulie 2008. Filmul a fost lansat pe 10 aprilie 2009, în Statele Unite și America.

## Discografie

### Benzi sonore
- 2006: Hannah Montana (bandă sonoră)
  - Hannah Montana: ediția de iarnă
  - Hannah Montana: ediția specială
- 2007: Hannah Montana 2: Meet Miley Cyrus
  - Hannah Montana 2: Rockstar edition
  - Hannah Montana 2: Non-Stop Dance Party
- 2008: Hannah Montana & Miley Cyrus: Best of Both Worlds Concert
  - Hannah Montana: Hits Remixed
- 2009: Hannah Montana: The Movie
- 2009: Hannah Montana 3
- 2010: Hannah Montana Forever

## Cărți
- Pe furiș
- Jurnalul tău
- Jurnal de școală
- Fără mască
- Dulce răzbunare
- M-am îndrăgostit
- Adevăr sau provocare
- Ține-te bine!
- Magia iubirii
- Jurnal de star
- Coșmarul de pe strada Hannei

## Premii și nominalizări
| An   | Rezultat     | Premiu                                | Categoria                                                     | Persoana                                                            |  |
| ---- | ------------ | ------------------------------------- | ------------------------------------------------------------- | ------------------------------------------------------------------- |  |
| 2006 | Nominalizat  | Premiile Teen Choice                  | TV - Choice Breakout Star                                     | Miley Cyrus                                                         |  |
| 2007 | Nominalizat  | Premiile Gold Icon                    | Best New Comedy                                               |                                                                     |  |
| 2007 | Câștigat     | Premiile Kids Choice                  | Favorite Television Actress                                   | Miley Cyrus                                                         |  |
| 2007 | Câștigat     | Premiile Teen Choice                  | Choice TV Show: Comedy                                        |                                                                     |  |
| 2007 | Câștigat     | Premiile Teen Choice                  | Favorite TV Actress                                           | Miley Cyrus                                                         |  |
| 2007 | Nominalizat  | Creative Arts Emmy                    | Outstanding Children's Program                                |                                                                     |  |
| 2008 | Câștigat     | Premiile Kids Choice                  | Favorite Television Actress                                   | Miley Cyrus                                                         |  |
| 2008 | Nominalizat  | Premiile Kids Choice                  | Favorite TV Show                                              |                                                                     |  |
| 2008 | Câștigat     | Premiile Young Artist                 | Best Family Television Series                                 |                                                                     |  |
| 2008 | Câștigat     | Premiile Young Artist                 | Best Performance in a TV Series - Leading Young Actress       | Miley Cyrus                                                         |  |
| 2008 | Nominalizat  | Premiile Young Artist                 | Best Performance in a TV Series - Recurring Young Actress     | Ryan Newman                                                         |  |
| 2008 | Nominalizat  | Premiile Young Artist                 | Best Young Ensemble Performance in a TV Series                | Miley Cyrus, Emily Osment, Mitchel Musso, Moises Arias, Cody Linley |  |
| 2008 | Câștigat     | Premiile Gracie Allen                 | Outstanding Female Lead - Comedy Series (Children/Adolescent) | Miley Cyrus                                                         |  |
| 2008 | Câștigat     | Premiile Teen Choice                  | Choice TV Actress: Comedy                                     | Miley Cyrus                                                         |  |
| 2008 | Câștigat     | Premiile Teen Choice                  | Choice TV Show: Comedy                                        | Miley Cyrus                                                         |  |
| 2008 | Nominalizat  | Premiile Emmy                         | Outstanding Children's Program                                |                                                                     |  |
| 2008 | Nominalizat  | Television Critics Association Awards | Outstanding Achievement in Children's Programming             | Miley Cyrus                                                         |  |
| 2008 | Câștigat     | Premiile Bafta Children's             | Bafta Kids Vote 2008                                          | Miley Cyrus                                                         |  |
| 2009 | Nominalizat  | Premiile Kids Choice                  | Favorite TV Show                                              | Miley Cyrus                                                         |  |
| 2009 | Câștigat     | Premiile Gracie Allen                 | Outstanding Female Lead - Comedy Series (Children/Adolescent) | Miley Cyrus                                                         |  |
| 2009 | Nominalizat  | 2009 Creative Arts Emmy               | Outstanding Children's Program                                |                                                                     |  |
| 2009 | Câștigat     | Premiile ASCAP                        | Top Television Series                                         | Personajele din Hannah Montana                                      |  |
| 2010 | În Așteptare | Premiile Creative Arts Emmy           | Outstanding Children's Program                                | Echipa și Actorii din Hannah Montana                                |  |

## Episoade
| Sezon | Episoade | Primul Episod   | Ultimul Episod | Observații |
| ----- | -------- | --------------- | -------------- | --- |
| 1     | 26       | 2008            | 2008           | |
| 2     | 30\29    | 2008            | 2008           | Episodul 30, numit "No Sugar, Sugar" nu a apărut în America pe motiv că ar ofensa persoanele cu diabet, dar a apărut în alte țări. Episodul a fost refăcut în sezonul 3 cu scenele care dădeau impresia de obsedare de zahăr scoase și redenumit "Uptight (Oliver's Alright)" deoarece a fost lansat abia în sezonul 3 s-au creat discontinuități, Lily nu e cu Oliver și Jackson nu e încă la facultate. Totuși, episodul a apărut în România și alte țări la finele anului 2008. |
| 3     | 30 / 30  | Septembrie 2009 | 2010           | Ultimul episod va fi împărțit în două părți; Prima parte va fi difuzată la 7 martie 2010, iar a doua va apărea în premieră pe DVD-ul „Is Miley Saying Goodbye? Își ia Miley adio?”, la 9 martie 2010. |
| 4     | 12(12)   | 2010            | 2011           | 11 episoade plus unul de final care va dura o oră. Primul episod va fi difuzat în iulie 2010; Episoadele vor fi difuzate foarte lent, pentru a nu se sfârși serialul înaintea expirării contractului lui Miley Cyrus cu Disney Channel. |

## Lansarea internațională
Serialul Hannah Montana este difuzat peste tot în lume:
| Regiune                                                                                               | Canal                                                                                           | Premiera serialului                      |
| --- | ----------------------------------------------------------------------------------------------- | ---------------------------------------- |
| Liga Arabă                                                                                            | Disney Channel Orientul Mijlociu                                                                | 24 martie 2006 (premiera originală)      |
| Liga Arabă                                                                                            | MBC3                                                                                            | 10 noiembrie 2007                        |
| Argentina                                                                                             | Disney Channel America Latină                                                                   | 2006                                     |
| Asia - Brunei - Hong Kong - Indonezia - Korea - Malaezia - Filipine - Singapore - Thailanda - Vietnam | Disney Channel Asia                                                                             | 23 septembrie 2006                       |
| Asia de Sud - Bangladesh - India - Pakistan - Sri Lanka                                               | Disney Channel India                                                                            | 23 septembrie 2006                       |
| Australia                                                                                             | Disney Channel Australia                                                                        | 7 august 2007                            |
| Australia                                                                                             | Seven Network                                                                                   | 7 aprilie 2007                           |
| Statele Baltice                                                                                       | Disney Channel Scandinavia                                                                      | 29 septembrie 2006                       |
| Belgia                                                                                                | VT4/Disney Channel (Norvegia & Belgia)                                                          | 3 septembrie 2007, 1 noiembrie 209       |
| Brazilia                                                                                              | Disney Channel                                                                                  | 26 noiembrie 2006                        |
| Brazilia                                                                                              | Rede Globo                                                                                      | 5 aprilie 2008                           |
| Bulgaria                                                                                              | Jetix                                                                                           | 15 august 2008 (inițial doar în engleză) |
| Bulgaria                                                                                              | BNT 1                                                                                           | 28 martie 2009                           |
| Bulgaria                                                                                              | Disney Channel Bulgaria                                                                         | 18 septembrie 2009                       |
| Cipru                                                                                                 | Cyprus Broadcasting Corporation                                                                 | 1 octombrie 2008                         |
| Canada                                                                                                | Family                                                                                          | 4 august 2006                            |
| Chile                                                                                                 | Disney Channel America Latină                                                                   | 11 noiembrie 2006                        |
| China                                                                                                 | SMG International Channel Shanghai                                                              | 30 iunie 2008                            |
| Columbia                                                                                              | Disney Channel America Latină                                                                   | 12 noiembrie 2006                        |
| Republica Cehă                                                                                        | Jetix                                                                                           | 2008                                     |
| Danemarca                                                                                             | Disney Channel Danemarca                                                                        | 29 septembrie 2006                       |
| Danemarca                                                                                             | DR 1                                                                                            | Ianuarie 2007                            |
| Republica Dominicană                                                                                  | Disney Channel America Latină                                                                   | 12 noiembrie 2006                        |
| Finlanda                                                                                              | Versiunea Finlandeză a Disney Channel Scandinavia                                               | 29 februarie 2008                        |
| Franța                                                                                                | Disney Channel Franța                                                                           | 3 octombrie 2006                         |
| Germania                                                                                              | Disney Channel Germania                                                                         | 23 septembrie 2006                       |
| Germania                                                                                              | Super RTL                                                                                       | 24 septembrie 2007                       |
| Grecia                                                                                                | Disney Channel Grecia                                                                           | 31 octombrie 2009                        |
| Islanda                                                                                               | Sjónvarpið                                                                                      | 2007                                     |
| Irlanda                                                                                               | RTÉ Two, Disney Channel                                                                         | 6 mai 2006                               |
| Israel                                                                                                | Arutz HaYeladim Jetix                                                                           | 6 iunie 2007 2009                        |
| Italia                                                                                                | Disney Channel (Italia)                                                                         | 21 septembrie 2006                       |
| Japonia                                                                                               | Disney Channel Japonia                                                                          | 14 octombrie 2006                        |
| Japonia                                                                                               | TV Tokyo                                                                                        | 5 octombrie 2007                         |
| Lebanon                                                                                               | Future Television                                                                               | Ianuarie 2009                            |
| Macedonia                                                                                             | A1 television                                                                                   | 29 septembrie 2008                       |
| Mexic                                                                                                 | Disney Channel America Latină                                                                   | 12 noiembrie 2006                        |
| Mexic                                                                                                 | Azteca 7 TV Azteca                                                                              | 6 iulie 2007                             |
| Moldova                                                                                               | Disney Channel România                                                                          | 19 septembrie 2009                       |
| Norvegia                                                                                              | Jetix Primul sezon dublat în daneză, la fel ca sezonul doi. /Disney Channel (Norvegia & Belgia) | 17 mai 2008, 3 octombrie 2009            |
| Noua Zeelandă                                                                                         | Disney Channel Noua Zealandă TV 3 Sticky TV                                                     | 7 august 2006                            |
| Norvegia                                                                                              | Disney Channel Scandinavia                                                                      | 29 septembrie 2006                       |
| Pakistan                                                                                              | Disney Channel (Premiera U.S.A.)                                                                | 24 martie 2006                           |
| Pakistan                                                                                              | Disney Channel Arabia                                                                           | 24 martie 2006                           |
| Pakistan                                                                                              | Disney Channel India                                                                            | 23 septembrie 2006                       |
| Pakistan                                                                                              | Jetix Pakistan                                                                                  | 5 ianuarie 2008                          |
| Pakistan                                                                                              | GEO Kids (Apărut cu subtitrări Urdu)                                                            | Noiembrie 2008                           |
| Pakistan                                                                                              | WikKid Plus (dublat în urdu)                                                                    | 12 ianuarie 2009                         |
| Panama                                                                                                | Disney Channel America Latină                                                                   | 12 noiembrie 2006                        |
| Panama                                                                                                | Tele 7                                                                                          | 2 ianuarie 2008                          |
| Peru                                                                                                  | Disney Channel America Latină                                                                   | 11 noiembrie 2006                        |
| Polonia                                                                                               | Disney Channel Polonia                                                                          | 2 decembrie 2006                         |
| Portugalia                                                                                            | Disney Channel Portugalia                                                                       | 2006                                     |
| Quebec                                                                                                | VRAK.TV                                                                                         | 18 iunie 2007                            |
| România                                                                                               | TVR 1                                                                                           | 3 iulie 2007                             |
| România                                                                                               | Jetix                                                                                           | 15 august 2008                           |
| România                                                                                               | Disney Channel România                                                                          | 19 septembrie 2009                       |
| Rusia                                                                                                 | STS                                                                                             | 1 septembrie 2008                        |
| Africa de Sud                                                                                         | Disney Channel Africa de Sud                                                                    | 29 septembrie 2006                       |
| Slovenia                                                                                              | Kanal A                                                                                         | Octombrie 2008                           |
| Republica Slovacă                                                                                     | STV 1                                                                                           | Mai 2007                                 |
| Republica Slovacă                                                                                     | Jetix                                                                                           | Iulie 2007                               |
| Spania                                                                                                | Disney Channel Spania                                                                           | Ianuarie 2007                            |
| Suedia                                                                                                | Disney Channel Scandinavia SVT                                                                  | 29 septembrie 2006                       |
| Taiwan                                                                                                | Disney Channel Taiwan                                                                           | 4 noiembrie 2006                         |
| Turcia                                                                                                | Digiturk                                                                                        | 29 aprilie 2007                          |
| Turcia                                                                                                | Disney Channel Turcia                                                                           | 29 aprilie 2007                          |
| Marea Britanie                                                                                        | Disney Channel UK, Five                                                                         | 6 mai 2006                               |
| Statele Unite                                                                                         | Disney Channel                                                                                  | 24 martie 2006                           |
| Statele Unite                                                                                         | ABC Kids                                                                                        |                                          |